# 4-Chlorophénol
Le 4-chlorophénol est un composé aromatique de formule C6H5ClO (ClC6H4OH). Constitué d'un cycle benzénique substitué par un groupe hydroxyle (phénol) et un atome de chlore en positions 1,4-, c'est l'un des trois isomères du monochlorophénol, le composé  para.

## Propriétés
Le 4-chlorophénol se présente sous la forme d'aiguilles incolores à grises avec une odeur de type phénol désagréable et pénétrante
Il est faiblement soluble dans l'eau (27,7 g·l-1) et également plus dense (1,31). Il est en revanche très soluble dans l'éthanol, l'éther, le chloroforme et le benzène, et soluble en milieu alcalin.
Les aiguilles fondent vers 43 °C, et la forme liquide bout vers 224 °C. Le 4-chlorophénol se décompose quand il et chauffé, produisant du chlorure d'hydrogène, du phosgène et des dibenzodioxines polychlorées.
Le composé est combustible (point d'éclair de 120 °C, coupelle fermée) mais peu inflammable.
Avec une pKA de 9,31, il est très légèrement plus acide que le phénol (9,99) ; ceci s'explique par l'effet -I du chlore qui stabilise la forme anionique phénolate, mais du fait de sa position opposée au groupe hydroxyle sur le cycle, cet effet est plus faible que pour les isomères méta (9,08) et ortho (8,48).
Le 4-chlorophénol présente un risque d'explosion au contact d'oxydants forts, et réagit dangereusement avec les réducteurs, les bases fortes (formation de dihydrogène), et les hydrures.
Il présente des risques aigus (forte irritation et effets corrosifs sur les muqueuses et la peau, risque de lésions graves des yeux et des voies respiratoires, troubles du système nerveux central) ou chroniques (irritation des yeux, des voies respiratoires et de la peau) pour la santé. Les principales sources d'exposition sont les voies respiratoires et par contact avec la peau. Les chlorophénols sont particulièrement facilement absorbés lorsqu'ils sont présents sous une forme non-ionisée, mais l'expérience de la manipulation professionnelle indique que le contact cutané, même avec les sels de chlorophénols, peut être une voie d'absorption importante.

## Synthèse

### Chloration du phénol
Du fait de l'effet orienteur ortho-para du groupe hydroxyle, le 4-chlorophénol peut être obtenu directement par chloration du phénol. La chloration du phénol fondu par le dichlore produit un mélange des composés ortho et para dans un ratio d'environ 35/65, qui ne dépend guère de la température. Le ratio entre les deux isomères dépend avant tout du réactif de chloration et du milieu réactionnel. Un solvant polaire tel que l'acétonitrile ou le nitrobenzène favorisera la production du 4-chlorophénol, tout comme l'utilisation de chlorure de sulfuryle comme agent chlorant,.

### Autres
Le 4-chlorophénol peut aussi être produit par diazotation de la 4-chloroaniline en son sel de diazonium, puis réaction avec l'oxyde de cuivre(I) (réaction de Sandmeyer),, ou une variante de cette réaction à partir du  p-nitrosophénol. Il peut enfin être produit par réduction sélective de chlorobromophénols.

## Utilisation

### Synthèses organiques

Le clofibrate, un médicament pour contrôler le taux de cholestérol et de triglycérides dans le sang, est dérivé du 4-chlorophénol.

Le 4-chlorophénol est avant tout un intermédiaire dans la production d'autres composés, comme des colorants, des médicaments  ou des produits phytosanitaires.,
Parmi les produits dont il participe à la synthèse, on peut citer, le 2,4-dichlorophénol (autre intermédiaire de synthèse, biocide), le  4-chlorophénol-o-crésol (germicide), le chlorofénizon (acaricide), la phosacétine (rodenticide), le dichlorophène (pesticide), le triadimefon (en) (fongicide), la climbazole (en)  (antifongique topique), le difénoconazole (fongicide), le profoxydime (herbicide), le 2-benzyl-4-chlorophénol (biocide) et le clofibrate (médicament hypolipémiant). 
Il fut autrefois produit en grande quantité comme précurseur de l'hydroquinone. Il sert également dans la production de colorants d'anthraquinone, comme la quinizarine. Il est un précurseur classique de cette dernière, par réaction avec l'anhydride phtalique, puis hydrolyse du chlorure,.

### Autres utilisations
Le 4-chlorophénol est solvant sélectif dans le raffinage d'huiles minérales,. Il est aussi utilisé comme biocide dans certains produits désinfectants ménagers, hospitaliers ou agricoles et même stérilisateur de sol. Il est également utilisé comme agent antibactérien local dans la thérapie du canal radiculaire et comme antiseptique topique dans certaines pommades, notamment en médecine vétérinaire (pour le chat),. Il sert enfin de dénaturant pour alcool.

## Résidu
Le 4-chlorophénol est connu comme résidu de l'utilisation du triadiménol (de).